# 2264 Sabrina
A 2264 Sabrina (ideiglenes jelöléssel 1979 YK) a Naprendszer kisbolygóövében található aszteroida. Edward L. G. Bowell fedezte fel 1979. december 16-án.